# Ostruženské rybníky
Ostruženské rybníky jsou přírodní památka v okolí obcí Březina, Ohaveč a Ostružno v okrese Jičín. Oblast spravuje Agentura ochrany přírody a krajiny ČR. Předmětem ochrany je soustava tří rybníků s přilehlými rákosinami a mokrými loukami. Jedná se o rybníky Ostruženský (největší rybník v oblasti), Čeperka a Turecká, ležící na potoku Malý Porák.

## Lokalita
V širším smyslu do Ostruženských rybníků náleží celá místní rybniční soustava, kterou tvoří celkem osm rybníků různé velikosti. Kromě tří uvedených rybníků, tvořících jádro celé soustavy nejen pro svou velikost, ale i pro svůj význam, jsou zde i rybníky ležící na sousedním potoku Velký Porák: Lhotský (Lhotecký), Vyplatil, Jíkavec (ten je samostatnou přírodní památkou), U Sv. Trojice a bezejmenný rybníček na jižním úbočí vrchu Houser.

## Historie
Není zcela jasné, kdy soustava Ostruženských rybníků vznikla. Je to zapříčiněno především ztrátou rozsáhlé části archivu šlechtické rodiny Šliků v průběhu 20. století. Jako v případě jiných rybničních soustav, byla i tato kdysi rozsáhlejší. Např. bývalý rybník Podhradský (Porák) byl asi desetkrát větší, než současný největší rybník soustavy. Jisté indicie napovídají, že Ostruženská rybniční soustava byla vybudována souběžně se vznikem jiných rybničních soustav, jako jsou například rožďalovická nebo pardubická. Charakter území byl naposledy razantně změněn v sedmdesátých letech 20. století po rozsáhlých melioračních pracích, kvůli čemuž zanikla hnízdiště mnoha dnes vzácných a ohrožených druhů ptáků.

## Přírodní poměry
Soustava s celkovou rozlohou 650 ha se rozprostírá kolem obce Ostružno. Území je situováno mezi jižním úbočím Prachovského hřebene a severními svahy Velišského hřbetu. Od západu je chráněno vyvýšeninami Svatá Anna a Houser. K východu se celá pánev otevírá směrem k Jičínu, od nějž je vzdálena asi 2 km. Území představuje významnou vodní a mokřadní enklávu uprostřed kulturní zemědělské krajiny. Krajina je mozaikou několika obcí, polí, luk a vodních a mokřadních ploch s ojedinělými stromovými porosty typu remízů, alejí, případně křovinných porostů.

### Geologie
Povrch v okolí rybníků pokryt holocenními diluviofluviálními usazeninami, místy rašeliništěm, na okrajích pleistocenními sprašovými hlínami. V zářezech Malého Poráku jsou odkryty svrchnokřídové sedimenty – slinité pískovce a slínovce jizerského souvrství. Do jihovýchodního okraje zasahuje drobné žilné těleso neogenního olivinického nefelinitu (čedič). Povrch pokrývají většinou hydromorfní půdy. Niva potoka Velký Porák je vyplněna holocenními fluviálními písčitohlinitými usazeninami. Svahy údolního zářezu jsou obdobné, jako v případě Malého Poráku. Pouze v jižní části odkrývají navíc vápnité jílovce řezenského souvrství (coniac), v severní části též kvádrové pískovce teplického souvrství (svrchní turon až coniak).

### Flora
Na suchých stráních rostou řepík lékařský (Agrimonia eupatoria), bukvice lékařská (Betonica officinalis), válečka prapořitá (Brachypodium pinnatum), prvosenka jarní (Primula veris), řimbaba chocholičnatá (Tanacetum corymbosum) aj. Na slatinných loukách pak můžeme nalézt česnek ořešec (Allium scorodoprasum), několik druhů ostřic, prstnatec májový (Dactylorhiza majalis), upolín nejvyšší (Trollius altissimus), bařičku bahenní (Triglochin palustris), kosatec žlutý (Iris pseudacorus) a další.

### Fauna
V oblasti nalézají útočiště obojživelníci. Vyskytuje se zde kriticky ohrožený skokan skřehotavý (Pelophylax ridibundus), kuňka obecná (Bombina bombina), v břehových porostech rosnička zelená (Hyla arborea). V mělkých částech rybníků se rozmnožují čolek obecný (Lissotriton vulgaris), čolek horský (Ichthyosaura alpestris). Běžným plazem je zde užovka obojková (Natrix natrix). Ze savců se zde vyskytuje ondatra pižmová (Ondatra zibethicus), v posledních pěti letech se zde pravděpodobně rozmnožuje též nutrie říční (Myocastor coypus). Běžnými druhy jsou zde i kuna lesní (Martes martes) a kuna skalní (Martes foina), vzhledem k blízkosti větších lesních komplexů je zde dosti hojná i liška obecná (Vulpes vulpes) a srnec obecný (Capreolus capreolus). Poměrně vzácně lze zde spatřit prase divoké (Sus scrofa).

## Využití
Celá oblast je intenzivně zemědělsky využívána. Na všech rybnících je provozováno rybářské hospodářství. V těsné blízkosti rybníka Jíkavce vzniklo v druhé polovině 20. století rekreační středisko. Po celém území jsou objekty využívány jak pro trvalé bydlení, tak pro víkendovou rekreaci. Mezi sledovanou oblastí a Prachovským hřebenem probíhá silnice I. třídy č. 16 mezi Jičínem a Mladou Boleslaví.

## Fotogalerie

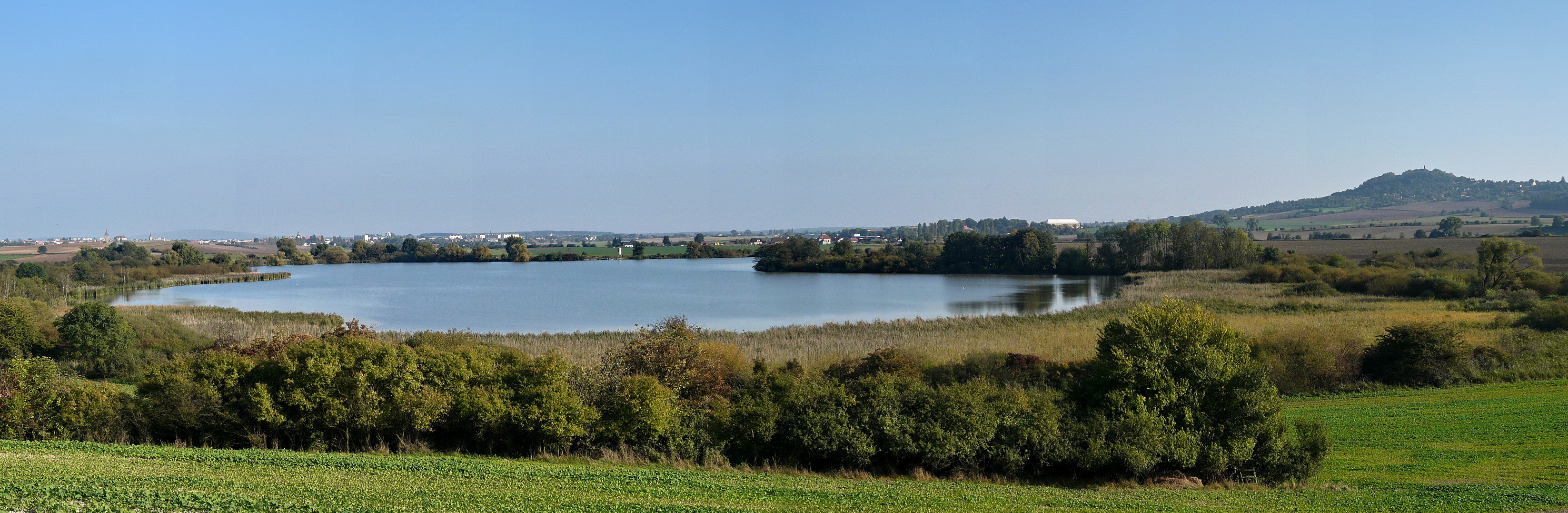
Ostruženský rybník a vrch Veliš
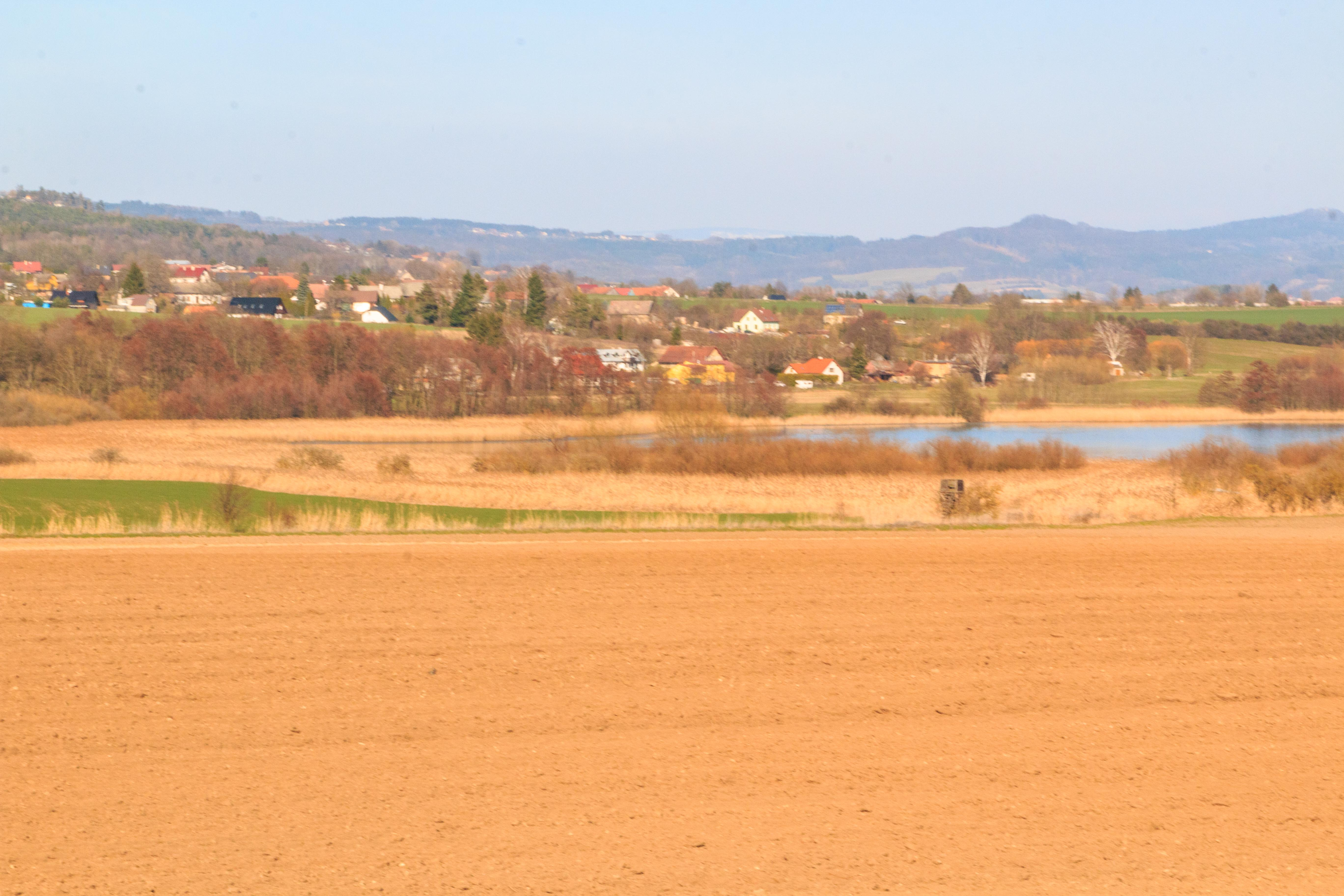
Ostruženský rybník
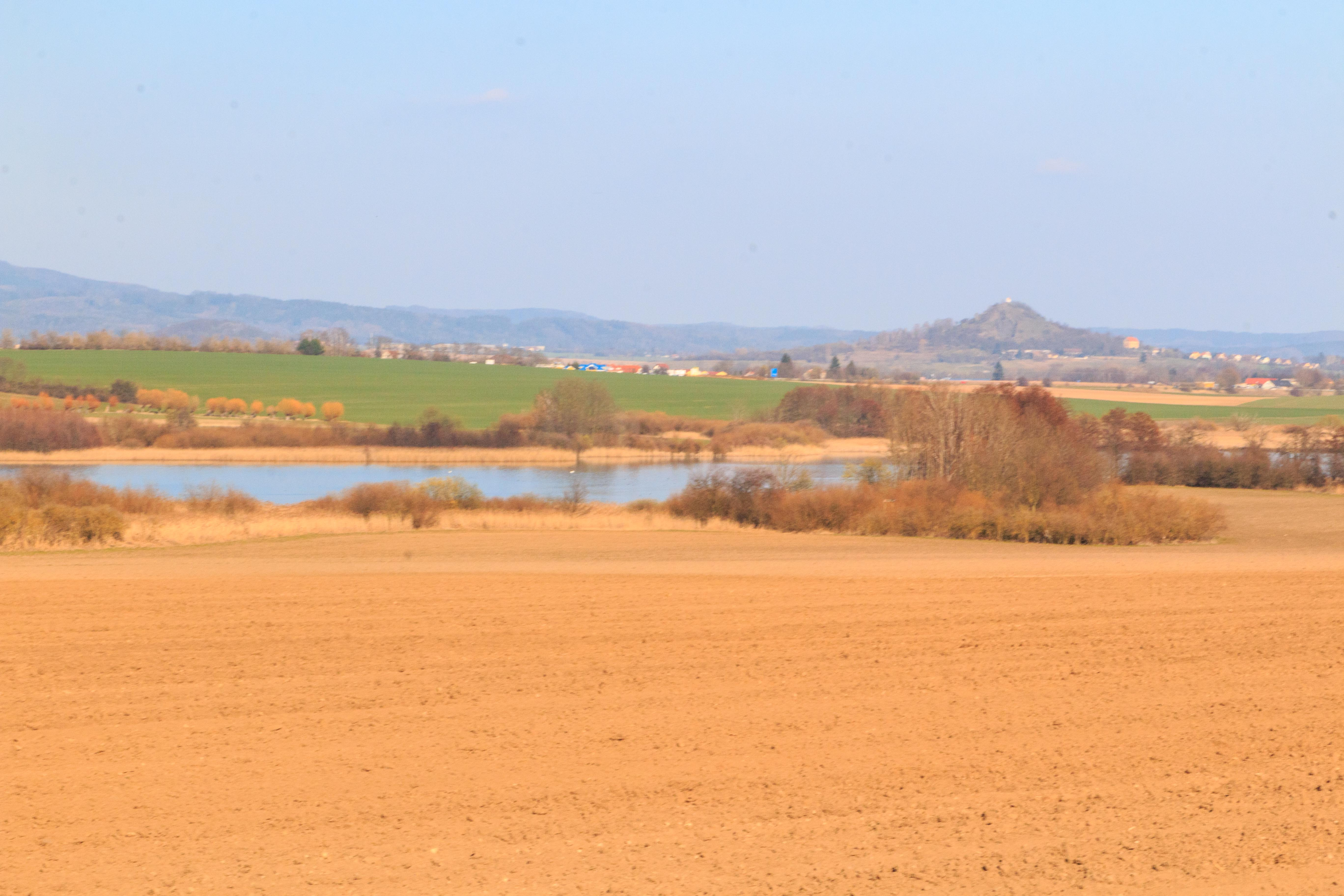
Ostruženský rybník
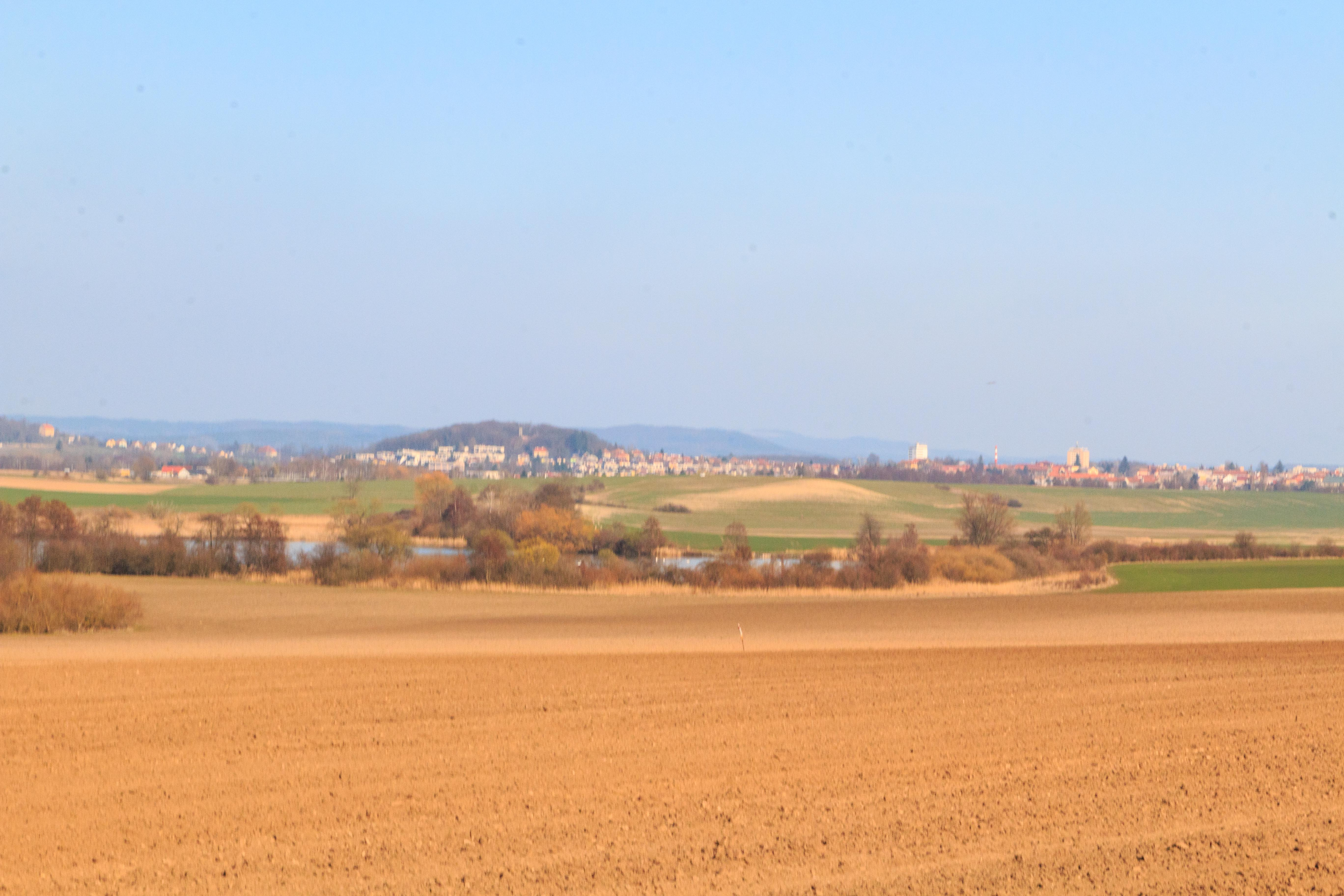
Ostruženský rybník